# Izernore

Izernore este o comună în departamentul Ain din estul Franței.